# Tam Lin

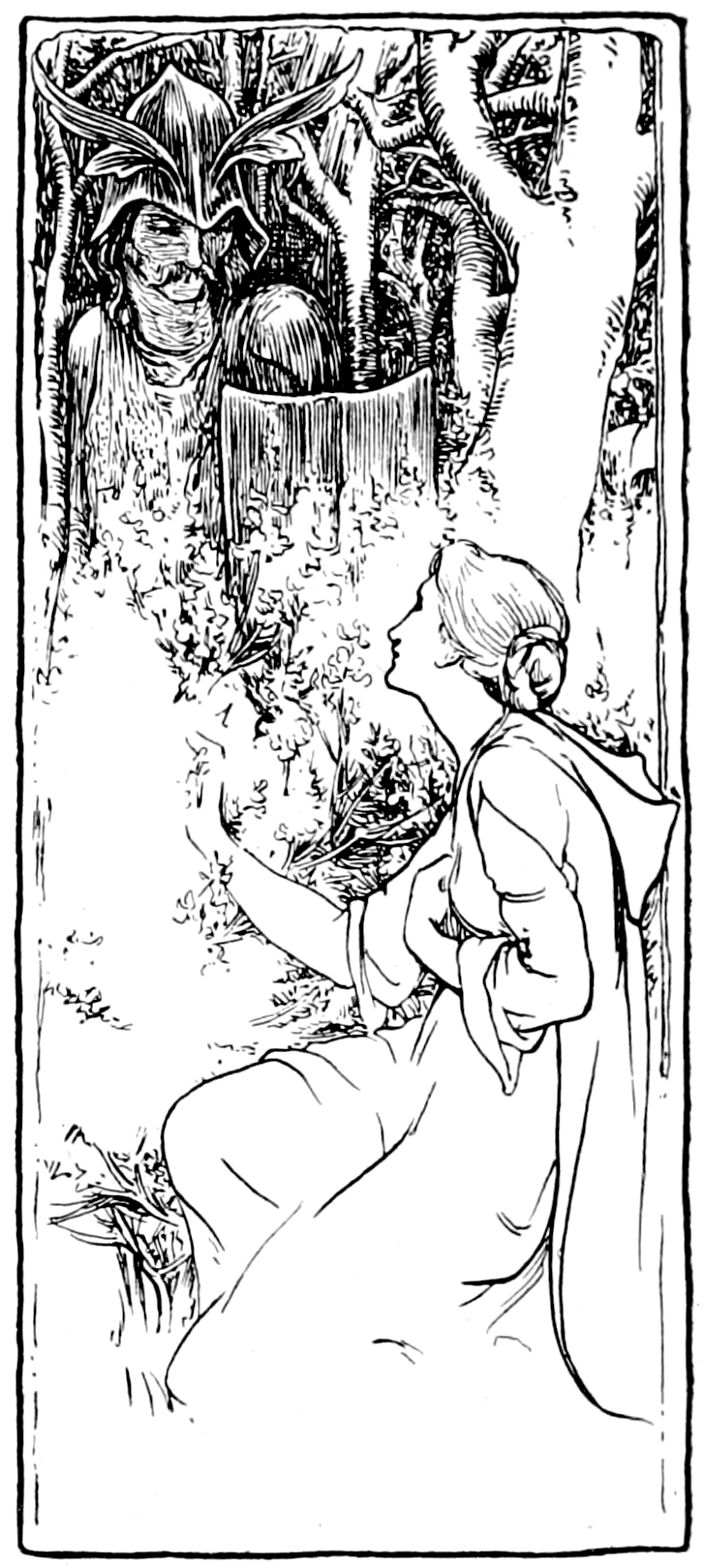
Tam Lin, illustratie in More English Fairy Tales.

Tam Lin (of Tamlane) is een Schots sprookje, dat gaat over de dochter van de eigenaar van landgoed Carterhaugh, Janet en haar aanvaring met de man die het landgoed bewaakt, de half-elf Tam Lin. Op 9-jarige leeftijd is Tam Lin ontvoerd door de elfenkoningin die zijn minnaar wordt. Tam Lin vraagt aan elk jong meisje dat het landgoed betreden wil tol, in de vorm van haar maagdelijkheid. Janet betreedt het woud, ontmoet Tam Lin en merkt na terugkeer dat ze zwanger is. Wanneer ze weer terugkomt in het woud vertelt Tam Lin dat ze hem kan bevrijden van de elfenkoningin door hem 's nachts van zijn paard te trekken en goed vast te houden. De elfenkoningin zal hem veranderen in vuur, ijs, een zwaan en vervolgens in een zwaard. Dat gebeurt dan ook, en Janet laat niet los. Ze gooit het zwaard in de put en Tam Lin verschijnt moedernaakt, bevrijd van de elfenkoningin. Het verhaal bevat veel Keltische voorchristelijke elementen, maar is doortrokken van de christelijke moraal.